# Llista de grups de power metal
Aquesta és una llista de bandes de power metal. Noteu que aquesta llista sols inclou bandes que han tocat power metal en algun moment de les seues carreres.